# Batalha de Molinella

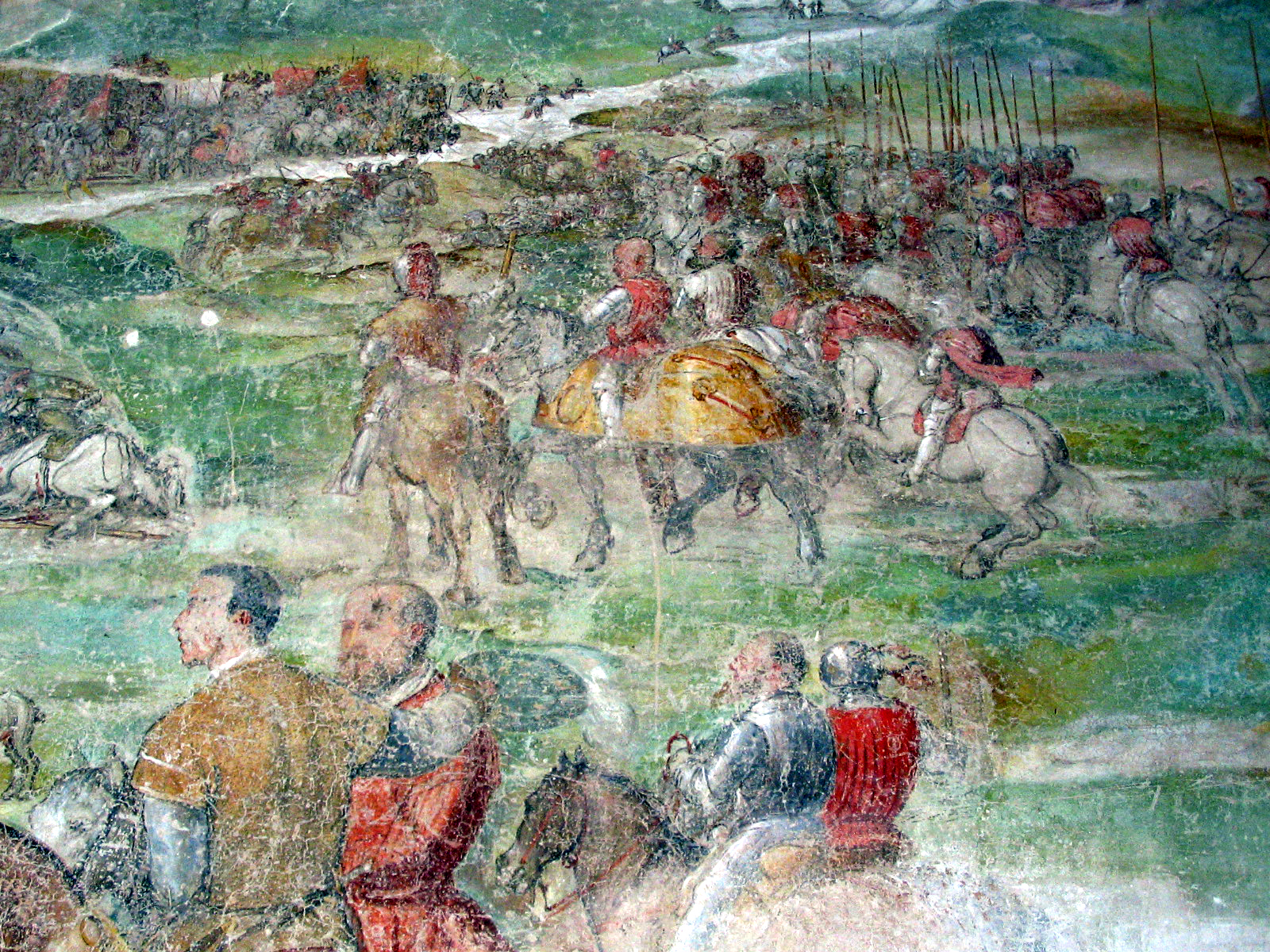
Representação da batalha no Castelo de Malpaga.

A Batalha de Riccardina ou Batalha de Molinella, travada em 25 de julho de 1467, em Molinella, foi uma das batalhas mais importantes do século XV na Itália. Pela primeira vez na Itália, artilharia e armas de fogo foram usadas.

## A batalha
A batalha foi travada ao longo do rio Idice, entre as aldeias de Riccardina (perto de Budrio) e Molinella. Os historiadores discordam sobre quem venceu a batalha. A única certeza é que Bartolomeo Colleoni teve que abandonar seus planos de conquistar Milão. Houve entre 600 e 700 vítimas. Notável foi o grande número de cavalos mortos (quase 1 000). A batalha é historicamente importante porque, pela primeira vez na Itália, artilharia e armas de fogo foram usadas intensivamente. Um grande afresco no Castelo de Malpaga, provavelmente de Girolamo Romani, retrata a batalha. Em 1468 a paz foi concluída por iniciativa do Papa Paulo II.

## Combatentes
- De um lado estavam 14 000 infantaria e cavalaria liderada por Bartolomeo Colleoni em teoria lutando por Veneza (mas Colleoni tinha sua agenda pessoal), em coalizão com Borso d'Este, Marquês de Ferrara (representado por seu meio-irmão Ercole I d'Este) e os Senhores de Pesaro, Forlì, e algumas famílias renegadas de Florença.[1][2][3]
- Do outro lado estava um exército de 13 000 soldados a serviço de Florença, aliado a Galeazzo Maria Sforza (governante do Ducado de Milão), o rei Fernando II de Aragão e Giovanni II Bentivoglio (governante de Bolonha). O exército era liderado por Federico da Montefeltro.[1][2][3]